# Яблуновський Петро Антонович
Яблуновський Петро Антонович 25 червня (1910, м. Харцизьк, Донецька область — 1984) — український живописець.

## Біографія
До 1941 р. закінчив Київський художній інститут. Працював і жив у місті Київ. Член Спілки художників СРСР.
Основними темами художника були пейзажі української природи, а також міста Києва, картини на історичну та військову тему (в тому числі «В атаку»). Свої картини художник підписував розмашисто, але з чітким написанням прізвища: П. Яблоновський із зазначенням дати (року).

## Творчий доробок
Яблуновський Петро Антонович — автор творів «Гриби», «Кримський пейзаж», «Про нас пишуть», «Комбайнери», «В атаку» та ін.
Одна з картин Петра Яблоновського, «Святошино. Дослідний пункт по розведенню риби»(1949), перебуває в Луганському обласному художньому музеї.
Дві картини в Росії: «Київ. Вихідний на Дніпрі», 1959, полотно, олія, 200×288 (виставлялася на аукціоні в Москві з оцінною вартістю 1-2 млн руб. У 2009 р.) і «В атаку», 1950, полотно, олія, 130×180 (виставлялася на аукціоні в Москві в 2009 р. — 200000-250000 руб.).
Багато інших робіт художника перебувають у приватних колекціях України та Росії.